# Dekkan

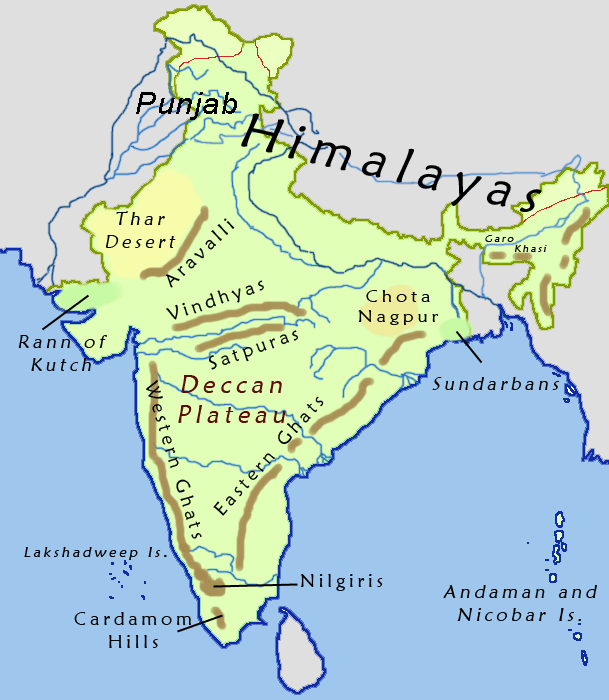
Dekkan

Dekkan sau Dekhan (engleză: Deccan; sanscrită: Dakshina) este denumirea unui podiș și regiuni situate în sudul Indiei. Dekkanul este mărginit la nord de Câmpia Gangelui, la vest de Marea Arabiei și la est de golful Bengal.

## Date geografice
Trebuie să se facă o diferențiere între regiunea și podișul Dekkan; acesta din urmă se întinde în nord până la râul Tapti, fiind limitat de munții Satpura, la vest și est de munții Gații de Vest și Gații de Est, lanțurile lor unindu-se în sudul podișului Dekkan. Podișul este un platou înalt, care la vest se continuă cu o regiune de șes. Platoul are în partea de vest o altitudine între 1000 – 1300 m, în centru între 500 – 600 m, iar spre est este străbătut de râurile care aduc aluviuni, fertilizând solul și care se varsă în golful Bengal. Pe platou predomină o climă uscată, deoarece musonul de sud-vest este oprit de lanțul muntos al Gaților de Vest, din care cauză agricultura necesită irigații.

## Populație
Limbile principale vorbite în regiune sunt: marathi, telugu  și kannada; limbile bhil și kol au un număr mai mic de vorbitori. Populația musulmană vorbește limba urdu.

## Istoric
Printre plantele care creșteau în trecut erau plante tipice de savană ca Brachiaria ramosa, Setaria verticillata și Cucumis sativus. Abia prin mileniul II î.e.n. au început să fie cultivate plante de cultură ca grâu, orz, sorg, cânepă indiană și leguminoase. Între secolele III și XIV au în domnit în Dekkan monarhii din Orissa. În secolul XIV regiunea platoului a fost cucerit de musulmani conduși de Allah ud Din. În anul 1676 Shivaji conducătorul marathilor întemeiază statul Marathi. Dekkanul ajunge sub dominație engleză în anul 1818, ca între anii 1876 - 1877 să izbucnească o foamete, care a cauzat moartea a aproximativ 1,3 milioane de oameni